# Podzemna željeznica Baku
Podzemna željeznica Baku (azerski: Bakı Metropoliteni) podzemni je željeznički sustav u azerbajdžanskom glavnom gradu Bakuu. Pokrenut je 1967. kao peti sustav podzemne željeznice u bivšem Sovjetskom Savezu.
Ima tri linije duljine 40,3 km s 27 postaja. Linije imaju tri oblika identifikacije - prema boji, broju i imenu. Sustav je u potpunosti izgrađen pod zemljom. Postaje su izgrađene vrlo duboko ispod zemlje, a mogu služiti i kao potencijalna skloništa. Radi od 06:00 do 24:00 i vlak dolazi svakih 7 minuta, a u špici - svakih 4-5 minuta. S postojećim kapacitetima (2015. godine), dnevno preveze oko 608.200 putnika. U 2015. godini, u podzemnoj željeznici u Bakuu prevezlo se ukupno 222,0 milijuna putnika.
Pristup za osobe s invaliditetom, prije nije postojao, postao je važno pitanje, a sve nove postaje su konstruirane s potrebne odredbama.

## Mreža
Postojeće linije
| Linija  | Ime                       | Otvorena | Duljina | Postaje |
| ------- | ------------------------- | -------- | ------- | ------- |
| 1       | İçərişəhər–Həzi Aslanov   | 1967.    | 20,1 km | 13      |
| 2       | Şah İsmail Xətai–Dərnəgül | 1976.    | 14,5 km | 10      |
| 3       | Xocəsən–8 Noyabr          | 2016.    | 5,7 km  | 4       |
| Ukupno: | Ukupno:                   | Ukupno:  | 40,3 km | 27      |

## Redoslijed
| Odjeljak                     | Otvorena           | Duljina |
| ---------------------------- | ------------------ | ------- |
| İçərişəhər-Nəriman Nərimanov | 6. studenoga 1967. | 6,5 km  |
| 28 May-Şah İsmail Xətai      | 22. veljače 1968.  | 2,3 km  |
| Nəriman Nərimanov-Ulduz      | 5. svibnja 1970.   | 2,1 km  |
| Ulduz-Neftçilər              | 7. studenoga 1972. | 5,3 km  |
| 28 May-Nizami Gəncəvi        | 31. prosinca 1976. | 2,2 km  |
| Nəriman Nərimanov-Bakmil     | 28. ožujka 1979.   | 0,5 km  |
| Nizami Gəncəvi-Memar Əcəmi   | 31. prosinca 1985. | 6,5 km  |
| Neftçilər-Əhmədli            | 28. travnja 1989.  | 3,3 km  |
| Cəfər Cabbarlı               | 27. prosinca 1993. | 0,15 km |
| Əhmədli-Həzi Aslanov         | 10. prosinca 2002. | 1,4 km  |
| Memar Əcəmi-Nəsimi           | 9. listopada 2008. | 2,1 km  |
| Nəsimi-Azadlıq prospekti     | 30. prosinca 2009. | 1,3 km  |
| Azadlıq prospekti-Dərnəgül   | 29. lipnja 2011.   | 1,5 km  |
| Memar Əcəmi-2-Avtovağzal     | 19. travnja 2016.  | 2,1 km  |
| Memar Əcəmi-2-8 Noyabr       | 29. svibnja 2021.  | 3,5 km  |
| Avtovağzal-Xocəsən           | 23. prosinca 2022. | 2,2 km  |
| Ukupno:                      |                    | 40,3 km |

## Vanjske poveznice
|  | Zajednički poslužitelj ima još gradiva o temi Podzemna željeznica Baku |

- Službena stranica Bakua podzemne željeznice (azer.) (engl.) (rus.)
- Urbanrail - Baku (engl.)